# تيم تشاو
تيم تشاو (بالإنجليزية: Tim Chow) (18 يناير 1994 في المملكة المتحدة - ) هو لاعب كرة قدم بريطاني في مركز الوسط. لعب مع ويغان أتلتيك.

## وصلات خارجية
- تيم تشاو على موقع الاتحاد الأوربي (الإنجليزية)
- تيم تشاو على موقع قاعدة بيانات كرة القدم.إي يو (الإنجليزية)
- تيم تشاو على موقع ناشيونال فوتبول تيمز (الإنجليزية)
- تيم تشاو على موقع Soccerway.com (الإنجليزية)
- تيم تشاو على موقع AS.com (الإسبانية)